# Serramonacesca
Serramonacesca est une commune de la province de Pescara, dans la région Abruzzes, en Italie.

## Administration
| Période                                  | Période  | Identité                | Étiquette | Qualité |
| ---------------------------------------- | -------- | ----------------------- | --------- | ------- |
| 30 mai 2006                              | En cours | Andrea Donatello Di Meo |           |         |
| Les données manquantes sont à compléter. |          |                         |           |         |

### Communes limitrophes
Casalincontrada (CH), Lettomanoppello, Manoppello, Pretoro (CH), Roccamontepiano (CH).